# Lorquin

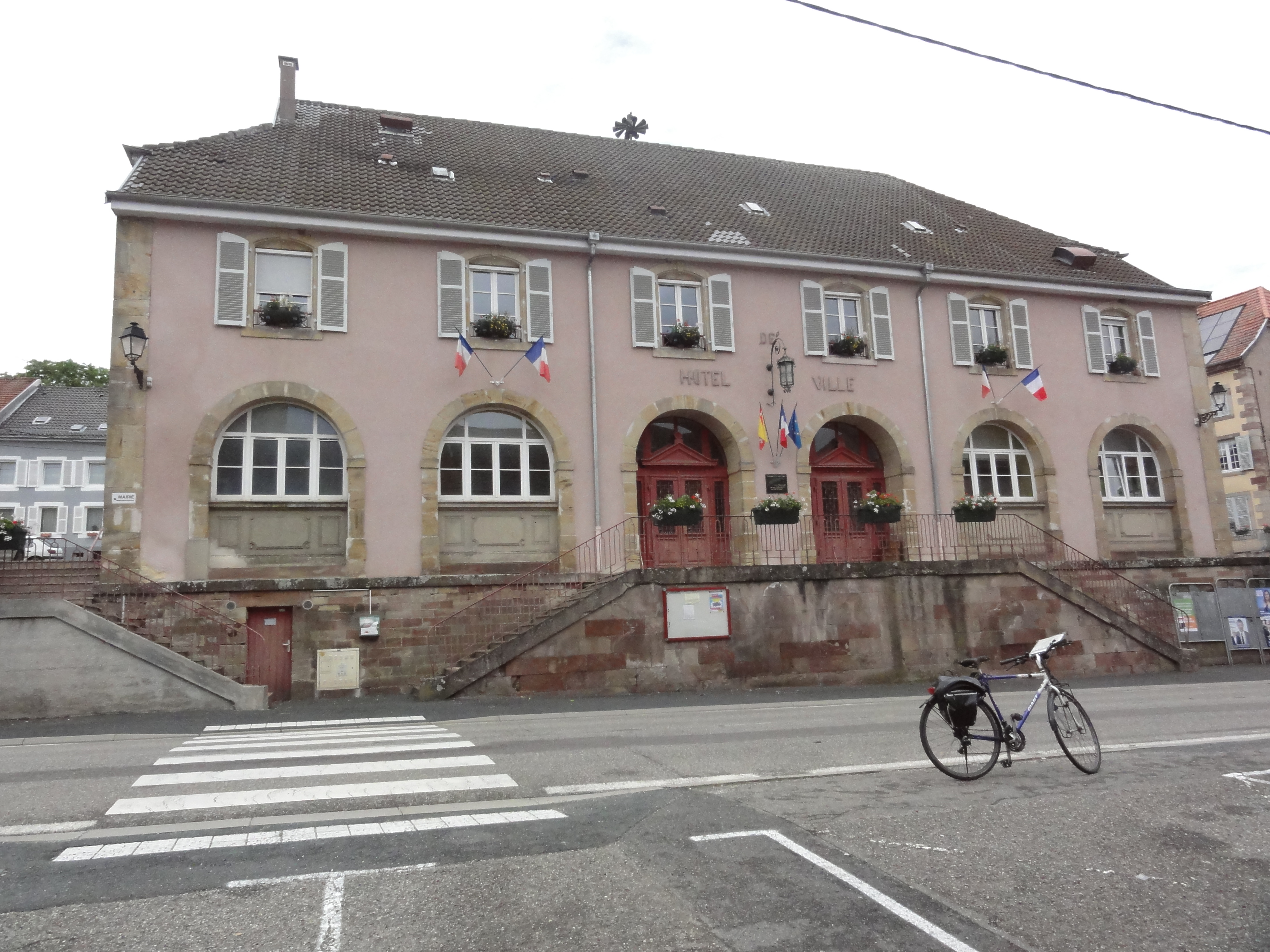
Rathaus (Hôtel de ville)

Lorquin (deutsch Lörchingen, lothringisch Lëëschinge) ist eine französische Gemeinde mit 1134 Einwohnern (Stand 1. Januar 2022) im Département Moselle in der Region Grand Est (bis 2015 Lothringen). Sie gehört zum Arrondissement Sarrebourg-Château-Salins und zum Kanton Phalsbourg.

## Geographie
Die Gemeinde liegt im historischen Lothringen, etwa zehn Kilometer südwestlich von Sarrebourg (Saarburg) am linken Ufer der Saar. An der Grenze zur Gemeinde Hermelange (Hermelingen) im Nordosten fließen Rote und Weiße Saar zusammen.
Zur Gemeinde Lorquin gehört der südlich gelegene Weiler Zufall samt Schloss.

## Geschichte
Der Ort wurde 699 erstmals als Launarigo erwähnt. In Urkunden tauchen weitere ältere Formen des Ortsnamens auf als Ecclesia de Lorchinges (1128), cella de Lorchinge  (13. Jh.),  Lorchingen (15. Jh.), später als Lorking, Lorching, Lorhin. Wie zahlreiche archäologische Funde belegen, stammt die Ortschaft aus gallorömischer Zeit.    Durch die Gemarkung zwischen dem Dorf und Hattigny am Fuß der Vogesen zog einst eine Römerstraße. Lörchingen gehörte zum Bistum Metz.
Lörchingen gehörte im 12. Jahrhundert zur Herrschaft Türkstein. 
Im Jahr 1128 gründeten Benedikt von Türkenstein und seine Frau Mathilde hier die Priorei zur Abtei Senones. Im Dorf gab es Ruinen alter Häuser, deren Überreste für den Bau einer Kirche wiederverwendet wurden. Im Jahr 1499 gaben Gaspard, Johann und Simon von Türkenstein dem Ort verschiedene Freiheiten, und Lörchingen blühte auf. Nachdem die Ortschaft 1636 niedergebrannt worden war, kam sie an den Marquis de Bissy und dann nacheinander an die Familien von Haussonville, Haraucourt, die Herzöge von Lothringen und die Prinzen von Beauvan-Craon, unter denen 1758 nur noch 120 Familien hier wohnten.
Durch den Frankfurter Frieden vom 10. Mai 1871 kam die Region an das deutsche Reichsland Elsaß-Lothringen, was die Abwanderung einiger Einwohner nach Frankreich zur Folge hatte. Das Dorf wurde dem Kreis Saarburg im Bezirk Lothringen zugeordnet. Die Dorfbewohner betrieben erheblichen Getreidehandel und es gab hier eine Getreidemühle, eine Lohmühle, Gerbereien, fünf Stickereifabriken und eine Brauerei. Lörchingen hatte ein Steueramt und ein Friedensgericht.
Nach dem Ersten Weltkrieg musste die Region aufgrund der Bestimmungen des Versailler Vertrags 1919 an Frankreich abgetreten werden und wurde Teil des Département Moselle.
Im Zweiten Weltkrieg war die Region von der deutschen Wehrmacht besetzt.
Trotz der deutschen Orts- und Flurnamen in der Umgebung wird hier und der Umgebung seit dem Dreißigjährigen Krieg vorwiegend Französisch gesprochen.

### Bevölkerungsentwicklung
| Jahr      | 1962 | 1968 | 1975 | 1982 | 1990 | 1999 | 2007 | 2019 |
| Einwohner | 1945 | 2073 | 1726 | 1479 | 1350 | 1287 | 1221 | 1147 |

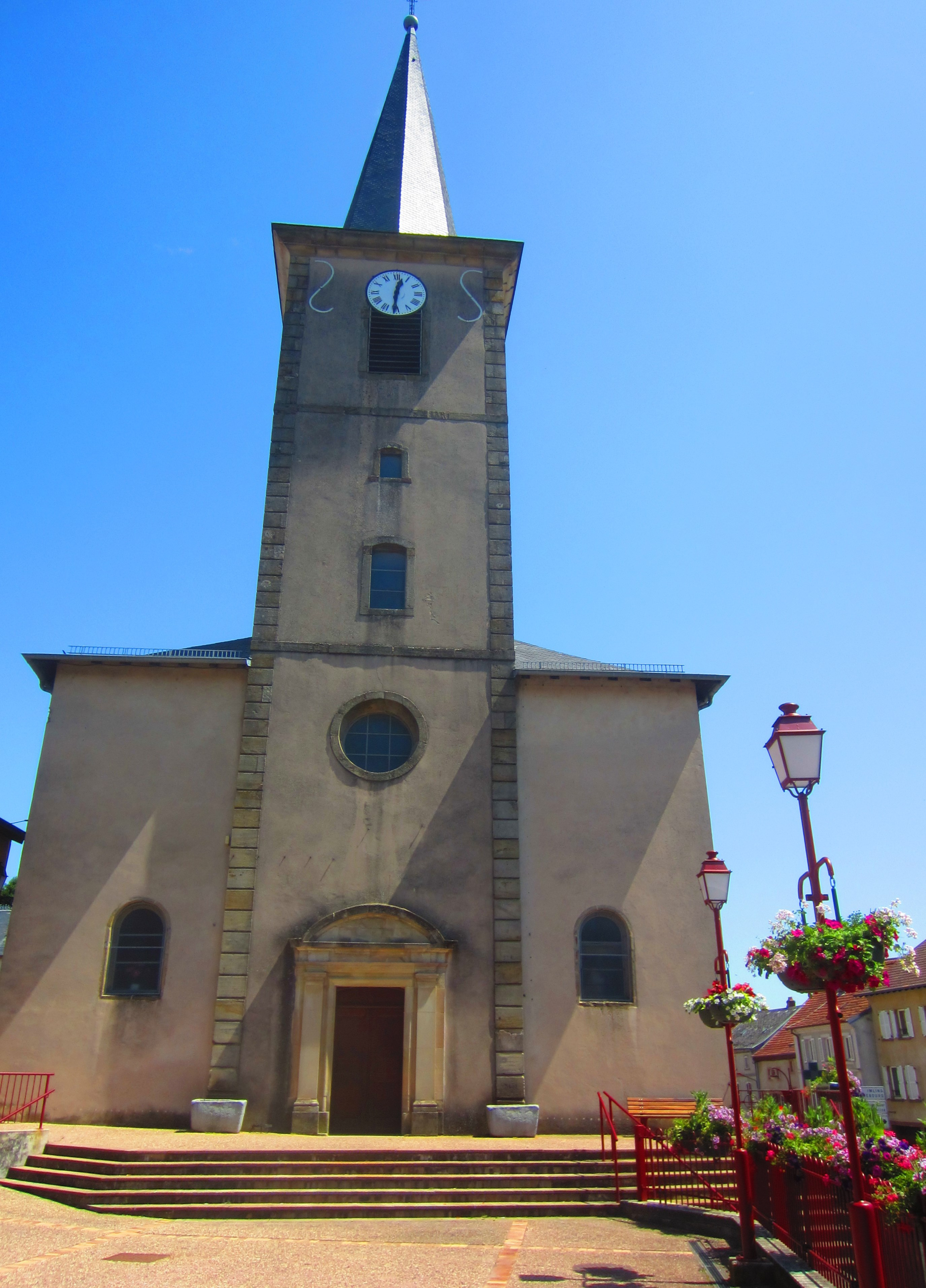
Kreuzerhöhungs-Kirche
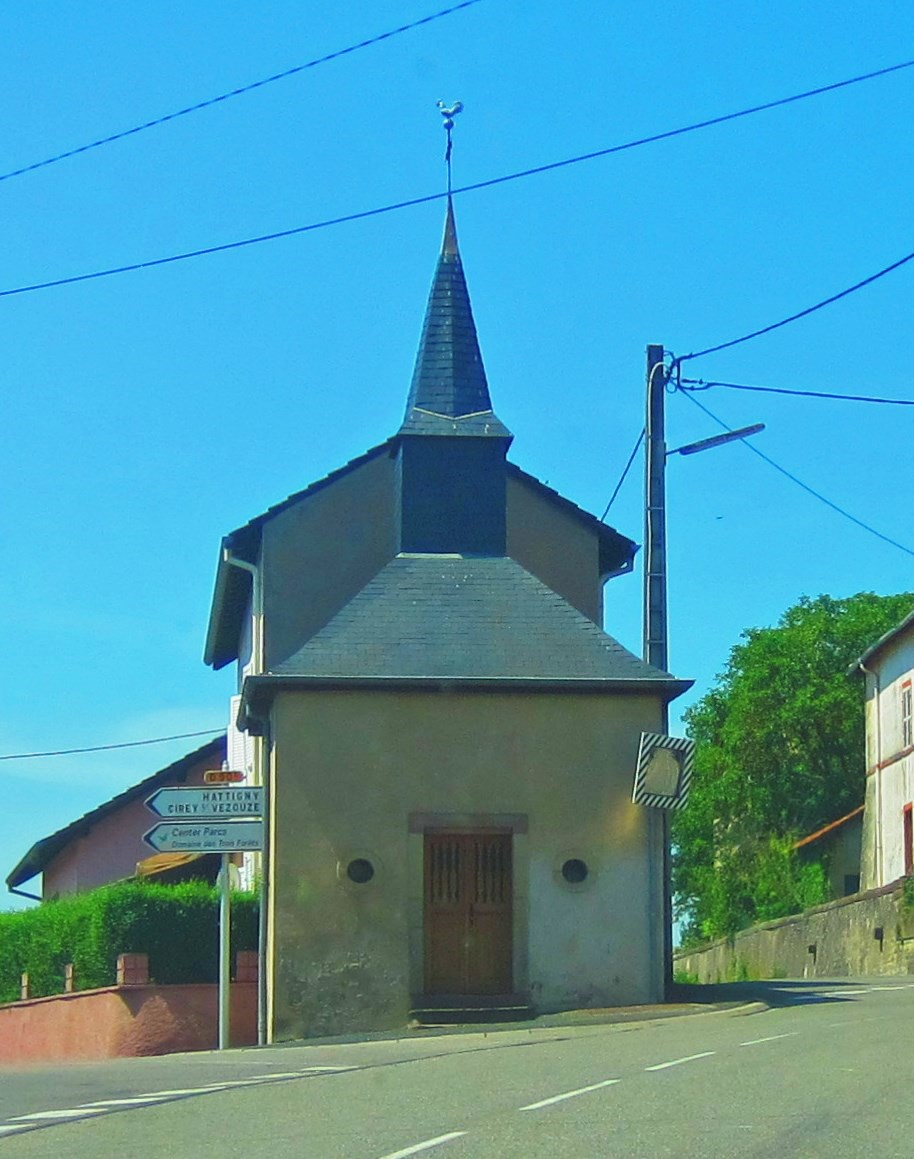
Kapelle St. Anne
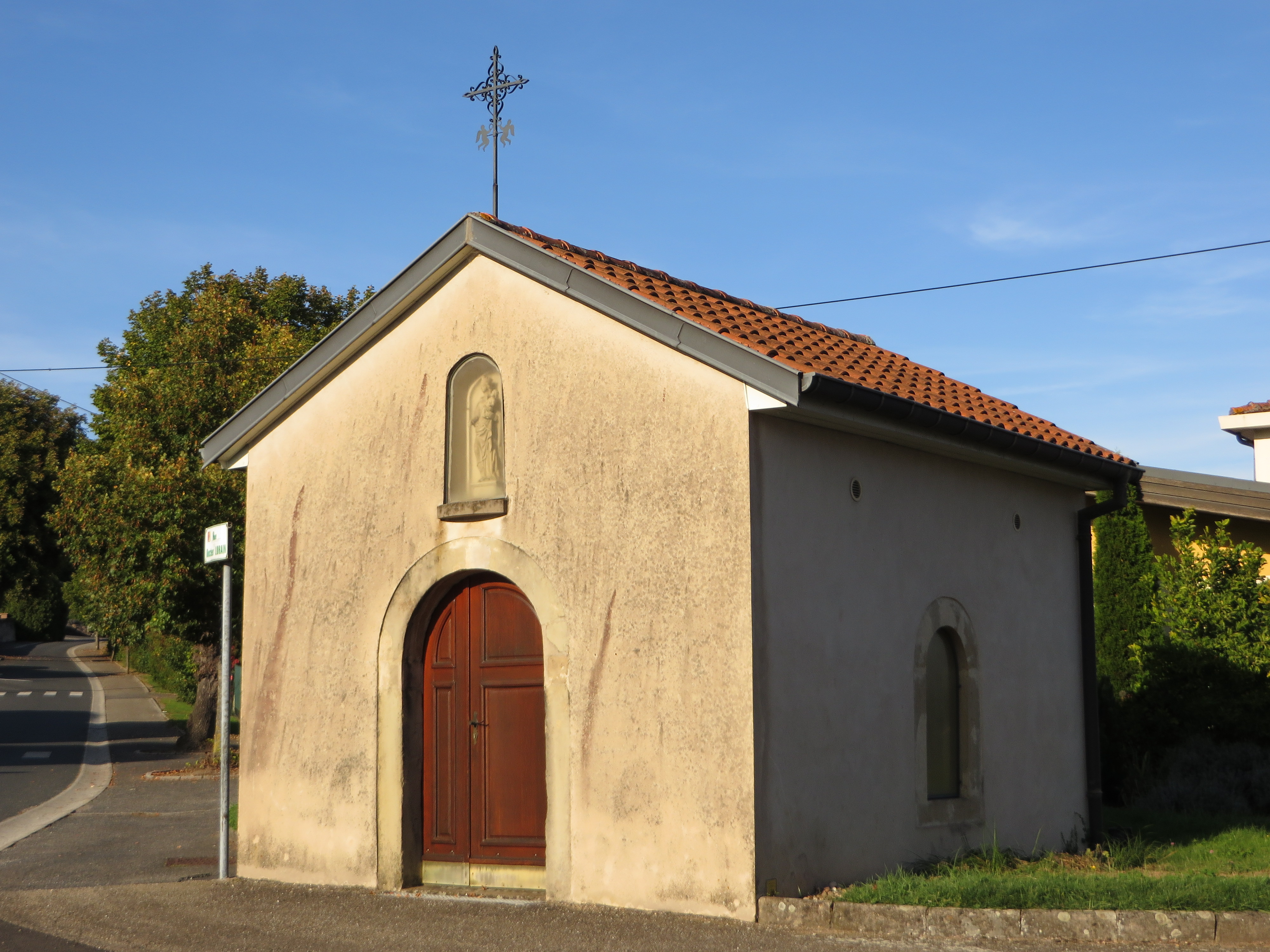
Kapelle Notre-Dame des Ermites

## Persönlichkeiten
- Peter Gallade (1708–1780), lothringischer Jesuit und Hochschullehrer für Kirchenrecht
- Charles Sebastien Paul Louis Marchal (1809–1889), Arzt und Sammler, machte 1854–1870 Hausbesuche per Laufmaschine, als Romanfigur Docteur Lorquin[3]